# Дрвалевице
Дрвалевице (пол. Drwalewice) — деревня на западе Польши, расположенная в гмине Кожухув в Новосольском повяте Любушского воеводства. Немецкое название — Wallwitz. Дрвалевице лежит примерно в 5 км к востоку от Кожухува.
В деревне сохранился дворец XVI века. Во время Второго раздела Речи Посполитой в 1793 году Дрвалевице перешла к Пруссии и получила название Валлвиц. После Второй мировой войны возвращена Польше.
С 1975 до 1998 года административно Дрвалевице относилась к Зелёногурскому воеводству, после чего была передана Любушскому.